# تیم ملی فوتبال یمن جنوبی
تیم ملی فوتبال یمن جنوبی (انگلیسی: South Yemen national football team) نماینده کشور یمن جنوبی در مسابقات بین‌المللی از سال ۱۹۶۵ تا ۱۹۸۹ بود. این تیم در جام ملت‌های آسیا ۱۹۷۶ شرکت کرد که در آن ۰–۸ به ایران و ۰–۱ به تیم عراق باخت.
از سال ۱۹۹۰، این تیم با تیم ملی یمن شمالی ادغام و تیم ملی فوتبال یمن را ساخت.

## بازی‌ها

### برخی از بازی‌های دوستانه
یمن جنوبی ۱ برابر ۰  دانمارک
 یمن جنوبی ۱ برابر ۴  جیبوتی
 یمن جنوبی ۰ برابر ۰  تانزانیا
 یمن جنوبی ۲ برابر ۱  عراق
 یمن جنوبی ۱ برابر ۱  تانزانیا
 یمن جنوبی ۱ برابر ۱  اتیوپی
 یمن جنوبی ۲ برابر ۴  چین
 یمن جنوبی ۵ برابر ۶  چین
 یمن جنوبی ۱ برابر ۱۵  الجزایر

### بازی‌های آسیایی ۱۹۸۲
یمن جنوبی ۱ برابر ۳  ژاپن
 یمن جنوبی ۰ برابر ۲  ایران
 یمن جنوبی ۰ برابر ۳  کرهٔ جنوبی

### مقدماتی جام ملت‌های عرب
یمن جنوبی ۲ برابر ۰  سومالی
 یمن جنوبی ۰ برابر ۱  عربستان سعودی
 یمن جنوبی ۰ برابر ۱  سودان

### بازی‌های پان‌عرب ۱۹۶۵
گروه ۲:
 یمن جنوبی ۰ برابر ۱۴  مصر
 یمن جنوبی ۰ برابر ۶  عراق
 یمن جنوبی ۰ برابر ۱  فلسطین
 یمن جنوبی ۳ برابر ۴  لبنان

### جام فلسطین ۱۹۷۲
یمن جنوبی ۲ برابر ۱  قطر
 یمن جنوبی ۲ برابر ۱  فلسطین
 یمن جنوبی ۱ برابر ۴  الجزایر
 یمن جنوبی ۰ برابر ۱  سوریه

### جام فلسطین ۱۹۷۳
یمن جنوبی ۱ برابر ۷  سوریه
 یمن جنوبی ۱ برابر ۶  مصر
 یمن جنوبی ۰ برابر ۲  تونس

### جام فلسطین ۱۹۷۵
یمن جنوبی ۱ برابر ۰  عربستان سعودی
 یمن جنوبی ۰ برابر ۵  مصر

### بازی‌های پان‌عرب ۱۹۷۶
یمن جنوبی ۲ برابر ۱  سوریه
 یمن جنوبی ۰ برابر ۴  مراکش
 یمن جنوبی ۱ برابر ۰  عربستان سعودی
 یمن جنوبی ۰ برابر ۰  فلسطین
 یمن جنوبی ۲ برابر ۳  اردن
 یمن جنوبی ۲ برابر ۰  موریتانی

### مقدماتی بازی‌های المپیک
یمن جنوبی ۱ برابر ۲  سوریه
 یمن جنوبی ۱ برابر ۵  کویت
 یمن جنوبی ۲ برابر ۱  اردن
 یمن جنوبی ۰ برابر ۳  عراق

### مقدماتی جام ملت‌های آسیا
یمن جنوبی ۰ برابر ۲  بحرین
 یمن جنوبی ۱ برابر ۱  کرهٔ جنوبی
 یمن جنوبی ۰ برابر ۱  اندونزی